# Rugby Club Frameries
Maillots
Le Rugby Club Frameries est un club de rugby à XV belge évoluant en Division 1, soit le plus haut niveau national belge de rugby à XV. Il est basé à Frameries dans la province de Hainaut.

## Histoire
En mai 1966, fondation du "Hainaut Obourg Université Club" (HOUC). Celui-ci migre durant la saison 1967-1968 vers Mons et est alors rebaptisé "Stade Montois ".
En 1969 le club lie son destin à la commune de Frameries et devient le Rugby Club Frameries.Le 12 septembre 1969, le RC Frameries joue son premier match à Gand et l'emporte 6-0, Etienne Destrée marque le premier essai du club.
Le 22 mai 1992, un hommage est rendu par la Fédération belge de rugby à Rosario Graci pour sa carrière internationale. Un match international de gala est organisé pour la circonstance à Frameries, opposant la Belgique à l'Italie
Le 10 septembre 1994, le Rugby Club Frameries célèbre ses 25 ans d'implantation au sein de la cité de Bosquétia. 
L'année 1999 marque, quant à elle, la première organisation des 24H belges de rugby.
Lors de la saison 2008/2009, le club, aborde la phase des play off à la 4e position et bat en demi-finale, l'ASUB Waterloo alors favorite du championnat.
La finale se déroule au Stade du Heysel, à Bruxelles, les jaunes et noir mènent du début à la fin et perdent le titre à la dernière minute du match sur une pénalité de l'ouvreur du club de la capitale (Kituro Schaerbeek)
Les supporters du club s'étaient déplacés en masse ! Plus de six cars de supporters étaient en partance de la ville boraine.
Fin de la saison 2011/2012, la coupe de Belgique est remporté par les "Charbon et Or" ce qui leur permet d'accès à la supercoupe et d'y finir 2ème.
Depuis 2099, Le RC Frameries rassemble près de 1000 joueurs lors de son tournoi international de la Table magique. Un tournoi de rugby se déroulant sur 2 jours pour les U6/U8 et U10 sous le thème des chevaliers. Des centaines de matchs se déroulent sous la supervision de la dame aux 7 chaussettes et des chevaliers du village médiéval.
Le Rugby Club Frameries compte plus de 450 membres. Toutes les catégories d'âges sont représentées, du mini-poussin au vétéran. 

## Palmarès
- Championnat de Belgique de rugby à XV de première division (0)
  - Finaliste  : 2009
- Coupe de Belgique (1)
  - Vainqueur : 1971
  - Finaliste: 1975, 2012

- Supercoupe (0) 
  - Finaliste : 2012
- Championnat de 2e division (5)
  - Champion : 1971, 1980, 1991, 2004, 2018

- Coupe de l'Effort (3)
  - Vainqueur : 1982, 1983, 2001

- Coupe de Belgique
  - Vainqueur : 2019